# Cublize
Cublize è un comune francese di 1 263 abitanti situato nel dipartimento del Rodano della regione Alvernia-Rodano-Alpi.

## Società

### Evoluzione demografica
Abitanti censiti